# Gabriel Gosálvez Tejada
Gabriel Gosálvez Tejada (* 15. November 1899 in Yungas; † 12. Dezember 1957 in Santiago de Chile) war ein bolivianischer Politiker und Diplomat.

## Leben
Gabriel Gosálvez Tejada studierte 1920 Wirtschaftswissenschaft. 1922 gab er die Zeitschriften El Hombre Libre und La Republica heraus. Ab 1934 bekleidete er verschiedene Ministerämter. Während des Chacokrieges war er unter Tejada Sorzano von 14. Dezember 1934 bis 5. August 1935 Verteidigungsminister und anschließend Ministro de Instrucción y Agricultura. Vom 17. Mai bis 7. September 1936 war er ein weiteres Mal Verteidigungsminister. Vom 13. bis 26. Juli 1937 war er Außenminister. Vom 12. August 1938 bis 18. März 1939 war er Ministro de Gobierno, Justicia y Propaganda im Regierungskabinett von Germán Busch Becerra.
Von 1939 bis 1940 war er Botschafter beim Heiligen Stuhl. Von 1947 bis 1950 war er Botschafter in Buenos Aires. Am 6. August 1951 war er Präsidentschaftskandidat der Staatspartei Partido de la Unión Republicana Socialista (PURS). 1952 ging er ins Exil nach Santiago de Chile.

## Werke
- Abaratamiento de víveres. Drana. 1919.[2]